# 火星任務 (2000年電影)
《火星任务》（英語：Mission to Mars）是一部2000年的美国科幻電影。由布萊恩·狄帕瑪執導，Jim Thomas、Graham Yost及John Thomas編劇。演員有加利·仙尼斯、添·羅賓斯、當·卓度、康妮·尼爾森、傑瑞·奧康內爾和基姆·迪蘭尼。
影片采用了写实的手法来拍摄。影片拍摄的全过程都有美国太空總署作为技术顾问，从太空梭的外观与内部陈设，全触摸式的交互界面和自动化程度很高的飞船操作系统，直到种种火星探测仪器，都以目前太空科学的研究、模拟做参照，创作出的画面令人十分震撼。为了求得真实感，影片花费了大量资金用于拍摄失重场面，在这些场面中甚至包括一段失重状态下的太空舞蹈。
除了令人震撼的真实感外，影片着力刻画太空人的生活，他们的风趣幽默、职业的高度风险、严格的纪律要求，以及他们拥有的科学态度和奉献精神。

## 劇情簡介
故事讲述人类首次的载人火星探测计划突然遭遇神秘的事故，一支救援队出发前往救援、调查事故；正当要抵达时，飞船却遭遇了太空尘埃撞击，船长伍德罗为了拯救大家，而前往挂接在外太空的补给舱，虽然成功挂接，但自己却飘落到太空中，为了不让他的妻子特芮冒險拯救他，他勇敢的摘下了自己的头盔，结束了自己的生命。当剩下三人历经艰险到达火星后，卢克告知他们他发现造成事故的原因是远古火星人留下的「神秘人脸」；遥控漫游车解开了火星人遗迹的秘密之后，四名太空人中的除菲尔以外的三名太空人前往遗迹。当成功进入遗迹内部后，发现火星人在很久前因为撞擊事件逃去了河外星系，并且最后一艘火星人的太空船是地球生命的始祖，又发现那是火星人的邀请，邀请他们乘坐火星太空船前往他们的星系；太空人吉姆决定乘坐火星人的太空船前往火星人的星系，當進入太空船後，液体随即注入，吉姆最初閉氣，但之後發現注入的液体是可以用作呼吸，另外三名太空人则返回了地球。

## 主要角色
- 蓋瑞·辛尼茲 饰 吉姆·麦克尼尔（Jim McConnell）
- 蒂姆·罗宾斯 饰 伍德罗·伍迪·布莱克（Woodrow 'Woody' Blake）
- 唐·钱德尔 饰 卢克·格雷厄姆（Luke Graham）
- 康妮·尼尔森 饰 特芮·菲舍尔（Terri Fisher）
- 傑瑞·奧康內爾 饰 菲尔·奥枚尔（Phil Ohlmyer）
- 彼得·奧特布里奇 饰 塞尔基·基洛夫（Sergei Kirov）
- 卡萬·史密斯 饰 尼古拉斯·威利斯（Nicholas Willis）
- 吉尔·提德（英语：Jill Teed） 饰 瑞尼·科太（Reneé Coté）
- 伊莉斯·尼尔（英语：Elise Neal） 饰 黛布拉·格雷厄姆（Debra Graham）
- 基姆·迪蘭尼（英语：Kim Delaney） 饰 玛吉·麦克尼尔（Maggie McConnell）
- 小罗伯特·贝利（Robert Bailey Jr.）饰 博比·格雷厄姆（Bobby Graham）
- 艾文·穆拿-史圖 饰 Ramier Beck

## 製作
本片的主體拍攝於1999年7月13日開始，在溫哥華進行製作。